# James Cowles Prichard
James Cowles Prichard (11 de febrero de 1786 en Ross-on-Wye, Herefordshire - 23 de diciembre de 1848) fue un médico británico y etnólogo. Su libro Researches into the physical history of mankind (Investigaciones sobre la historia física de la humanidad), de 1813, influenció poderosamente a Charles Darwin, al sostener una teoría unitaria del surgimiento de las razas de seres humanos. Prichard ha sido considerado como el principal científico defensor de la unidad biológica de la humanidad de toda la historia, contra las teorías que veían en cada raza humana una creación individual desde su origen.
Además de sus aportaciones a la teoría evolucionista, Prichard mostró la relación de las lenguas de origen celta con las germánicas, eslavas y pelásgicas (griego y latín), contribuyendo así a probar la existencia de la rama europea de las hoy llamadas lenguas indoeuropeas o arias.

## Contribuciones a la teoría de la evolución
Junto con el biólogo William Lawrence y el médico William Charles Wells, Prichard abordó entre 1813 y 1819 el tema de la evolución humana. Los tres consideraron el fenómeno de la variabilidad y las clasificaciones raciales en los humanos. Los tres coincidieron en la heredabilidad de estas diferencias, aunque solo Wells se acercara a postular la selección natural como explicación. Sin embargo, Prichard señaló que el continente africano era el centro de origen de la especie humana, en el siguiente pasaje:

"On the whole there are many reasons which lead us to the conclusion that the primitive stock of men were probably Negroes, and I know of no argument to be set on the other side." ("En general, hay muchas razones que nos llevan a la conclusión de que la estirpe primitiva de hombres probablemente eran negros, y no conozco ningún argumento que diga lo contrario").

Posteriormente, Charles Darwin, en la primera edición de su libro El origen del hombre y de la selección en relación al sexo (1871), lanzaría el mismo postulado del origen africano del hombre.

## Otras obras
Entre sus obras, se encuentran:
- Analysis of Egyptian mythology (1819)
- A review of the doctrine of a vital principle (1829)
- On the treatment of hemiplegia (1831)
- On the extinction of some varieties of the human race (1839).